# Puente de Oskar
El Puente de Oskar (en sueco, Oskarsbro y literalmente, Puente del Puente del Rey Oscar en español) es un puente situado en Trollhättan, Suecia que cruza el río Göta. La primera infraestructura fue construida en 1889 y reemplazado en 1969.
El puente fue por mucho tiempo uno de los más visitados en Suecia y aún hoy se llena de turistas de visitan el sector para contemplar las Cataratas de Trollhättan, lugar recomendado para ello.

## Historia

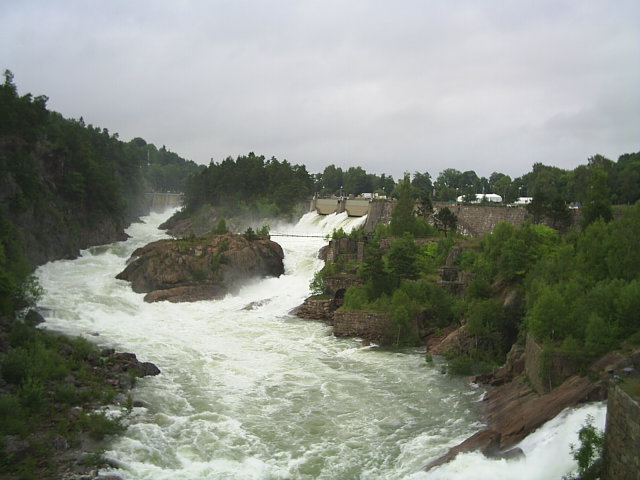
Vista de las Cataratas de Trollhättan desde el puente de Oskar.

Desde 1876 se inició el proyecto de construcción, las obras de construcción se iniciaron en 1889 y después de un año y medio fue culminado. Fue el primer puente sobre el río Göta en Trollhättan y su exitosa construcción se le atribuyó a Ernst Stridsberg, el ingeniero J Phil y al gerente Leopold Landberg quienes formaron un grupo de trabajo ejecutivo. La apertura se realizó el 27 de octubre de 1890.
El puente fue un requisito previo para el desarrollo de Strömslund, comunidad en la lado oeste del río mientras que la ciudad de Trollhättan y su industria estaban en el lado este.
Luego de 75 años, el puente de bronce se debilitó. En un inicio para rescatar y nivel el puente, este fue cortado dos metros en cada pilar. La intervención no tuvo éxito y la tensión y peso del puente aumentaron. En los últimos años la infraestructura fue clausurada y solo usada para paso peatonal.
En 1969 el viejo puente fue demolido y reemplazado por la actual infraestructura. La demolición tardó tres días y tuvo bastante contratiempos mostrando la fortaleza de la obra y su resistencia a pesar del tiempo. El 24 de enero de 1968 culminó la historia de la primera construcción.